# Eduardo Valverde
Eduardo Jesús Valverde Muñoz (Turrialba, 10 de abril de 1982) es un futbolista costarricense. Juega como mediocampista y su actual equipo es el Club de Fútbol UCR de la Primera División de Costa Rica.

## Trayectoria
Eduardo Valverde integró varios clubes en la Primera y la Segunda División de Costa Rica, como Santacruceña (equipo recién ascendido a la Primera en el 2005 y hoy desaparecido), Santos y la UCR, hasta retornar a la máxima categoría en.el 2009 con el Cartaginés.
Valverde ha marcado un total de 19 goles en su carrera profesional.

### Selección nacional
A finales de 2011 e inicios de 2012, Valverde fue convocado por el técnico colombiano Jorge Luis Pinto para enfrentar varios encuentros amistosos, previos a la eliminatoria rumbo al Mundial Brasil 2014. Jugó un total de 4 partidos no oficiales con la selección nacional de Costa Rica.

### Clubes
| Club                                    | País       | Año               |
| --------------------------------------- | ---------- | ----------------- |
| Asociación Deportiva Santacruceña       | Costa Rica | 2005 - 2006       |
| Asociación Deportiva Santos de Guápiles | Costa Rica | 2006 - 2008       |
| Club de Fútbol UCR                      | Costa Rica | 2008 - 2009       |
| Club Sport Cartaginés                   | Costa Rica | 2009 - 2014       |
| Club de Fútbol UCR                      | Costa Rica | 2014 - Actualidad |

## Palmarés
| Título                                       | Club                  | País       | Año  |
| -------------------------------------------- | --------------------- | ---------- | ---- |
| Sub - Campeón Primera División de Costa Rica | Club Sport Cartaginés | Costa Rica | 2013 |